# アポロニウスのギャスケット
アポロニウスのギャスケット（英: Apollonian gasket）は、互いに接する3つの円から生成されるフラクタル図形の一種である。アポロニウスの網（英: Apollonian net）とも呼ばれる。紀元前のギリシャ人数学者であるペルガのアポロニウスにちなむ。

## 構築

アポロニウスのギャスケットの例

互いに接する3つの円をそれぞれ C1、C2、C3 とする。アポロニウスは C1、C2、C3 の全てと接する、互いに交差しない2つの円 C4、C5 が存在することを発見した（デカルトの円定理を参照）。C4、C5 は C1、C2、C3 に対するアポロニウスの円と呼ばれる。元の3つの円にアポロニウスの円を加えることで5つの円を得る。
アポロニウスの円のうちの1つ（仮に C4 とする）をとると、この円は元の3つの円のうち2つ（仮に C1、C2 とする）と接しているから、新たに C4、C1、C2 に対する2つのアポロニウスの円を考えることができる。一方は C3 であり、他方が新たな円 C6 である。
同様に (C4, C2, C3) や (C4, C3, C1)、また (C5, C1, C2) や (C5, C2, C3)、(C5, C3, C1) のそれぞれに対するアポロニウスの円を考えると、それぞれについて1つの新たな円が得られ、円の数は合計で11になる。
互いに接する3つの円についてこの手続きを繰り返すとn回目の繰り返しで 2·3n 個の円が新たに加えられ、円の総数は 3n+1+2 個となる。この極限における円の集合として定義されるのがアポロニウスのギャスケットである。
アポロニウスのギャスケットのハウスドルフ次元はおよそ 1.3057 である

。

## 曲率
円の曲率は半径の逆数として定義される。
- 負の曲率を有する円は他の全ての円を包含する。
- 曲率 0 は直線（半径が無限大の円）である。
- 正の曲率を有する円は他の円と外接する。

ギャスケット内に整数の曲率を有する円が少なくとも4つあれば、ギャスケット内の円は全て整数の曲率を有する。以下に例を示す。

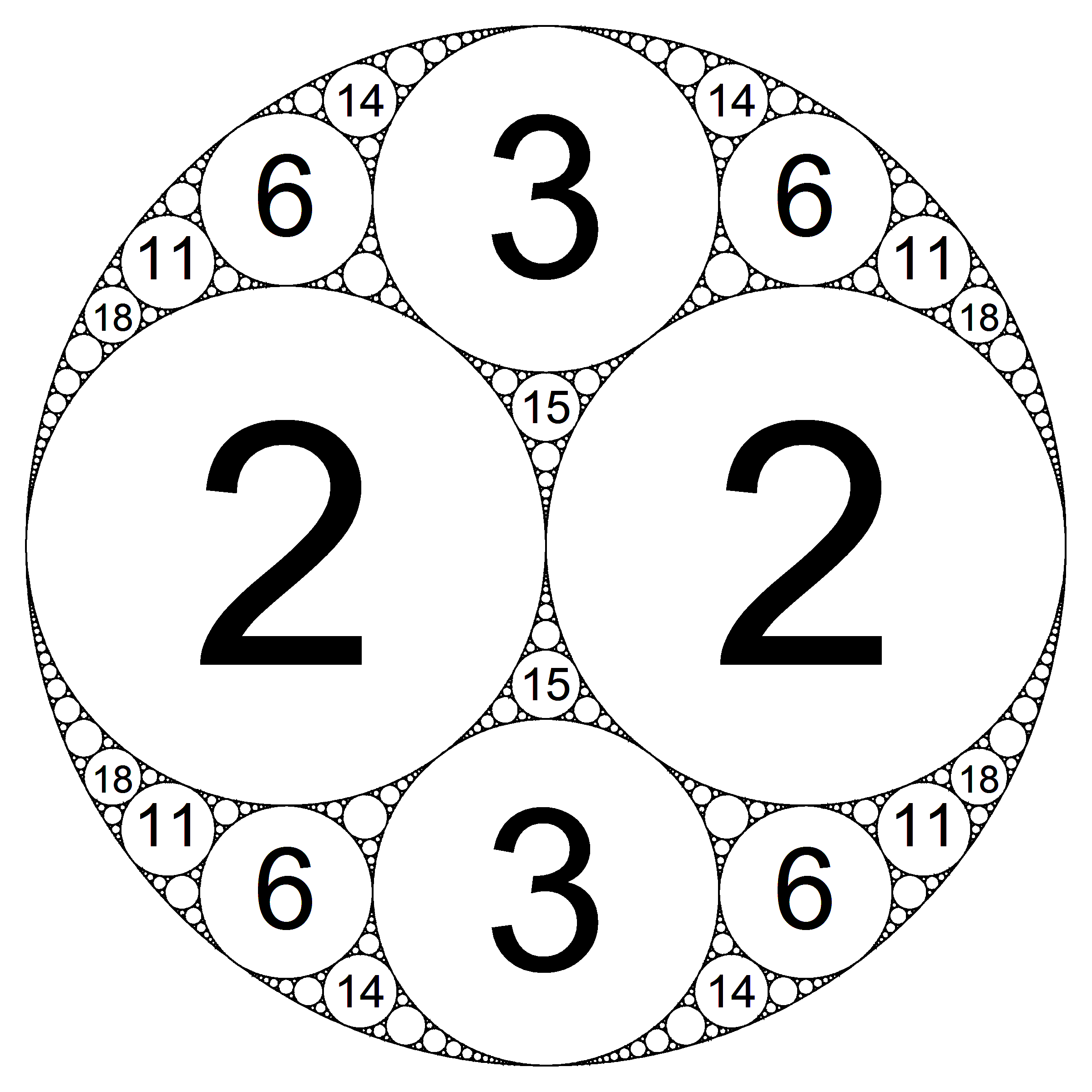
曲率 (−1, 2, 2, 3)
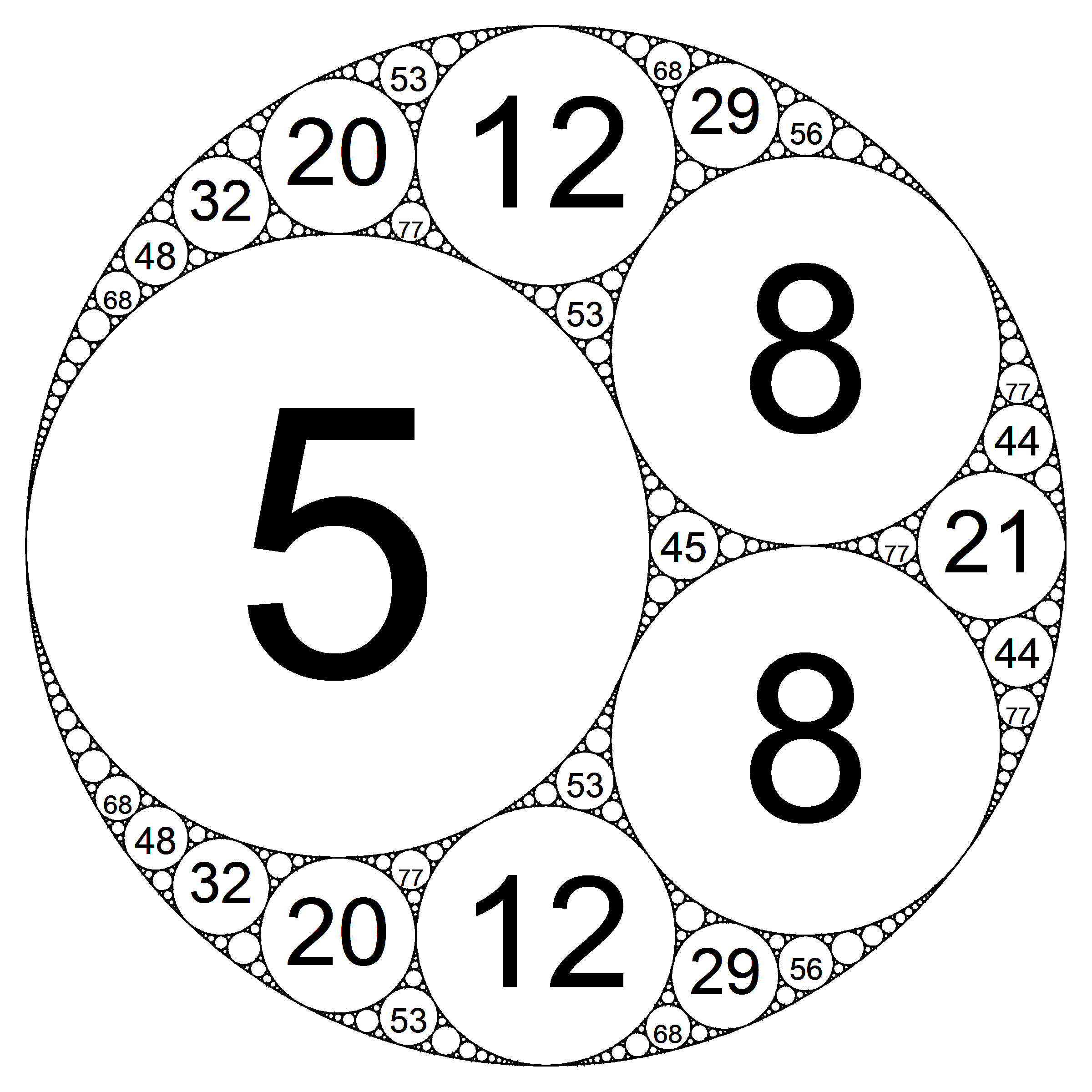
曲率 (−3, 5, 8, 8)
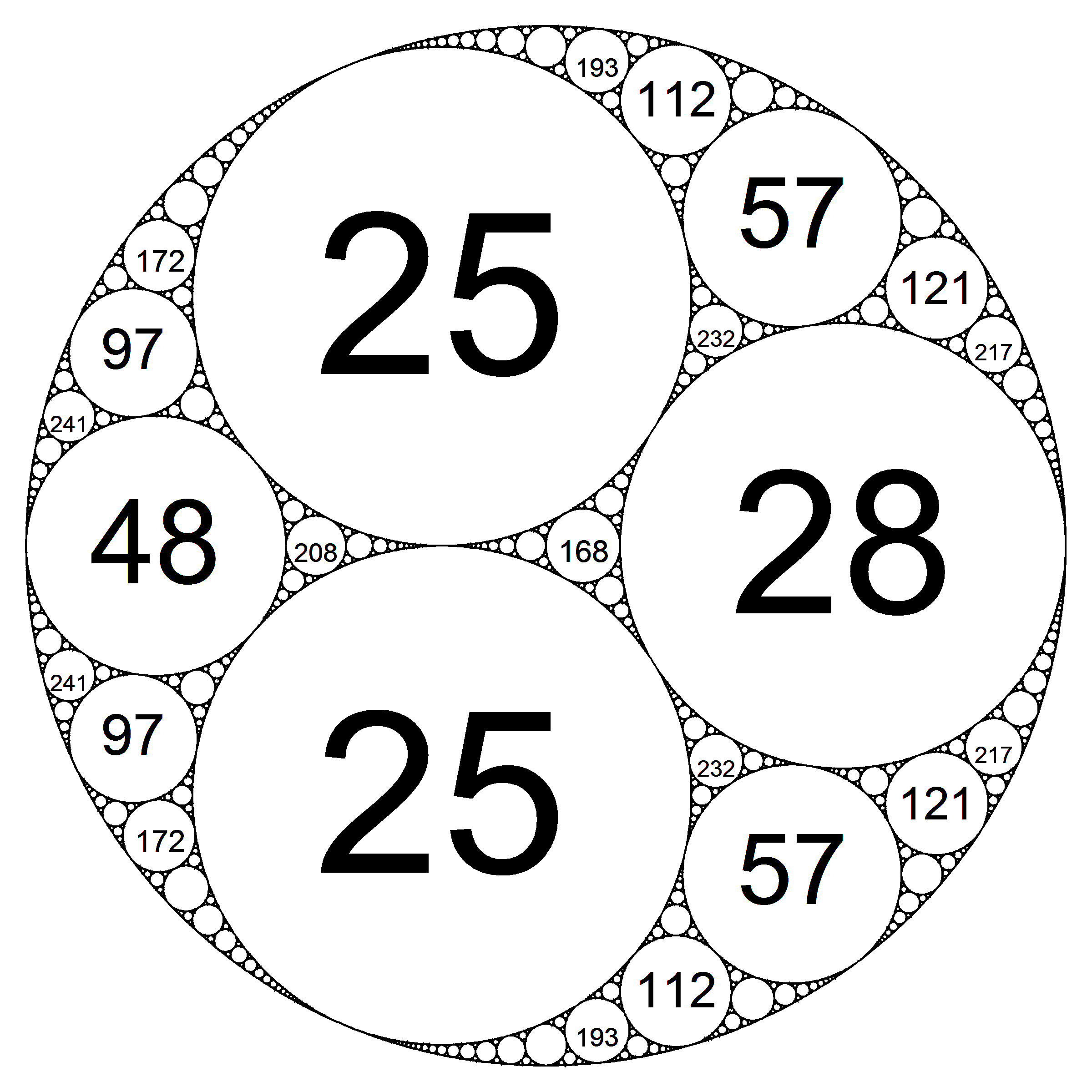
曲率 (−12, 25, 25, 28)
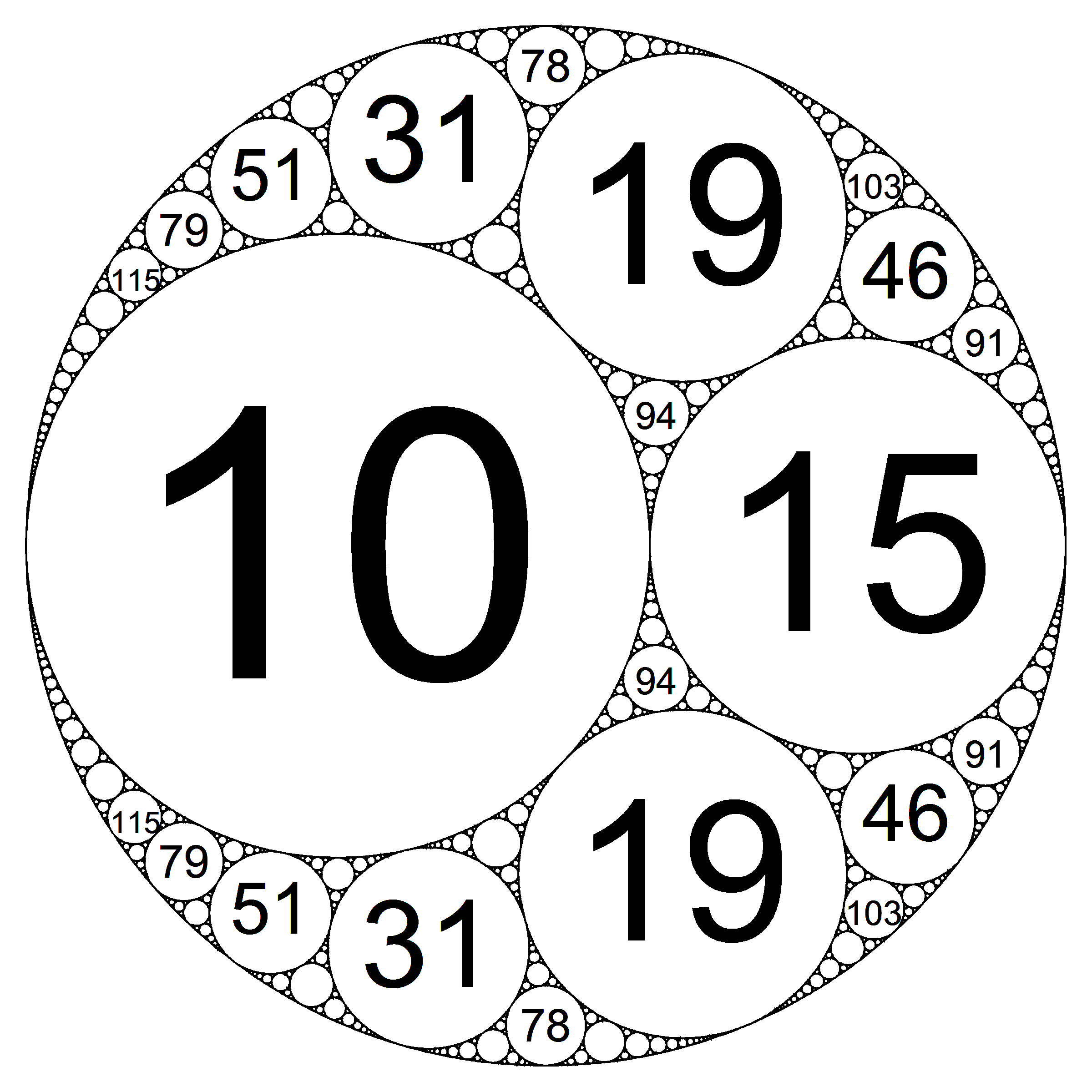
曲率 (−6, 10, 15, 19)
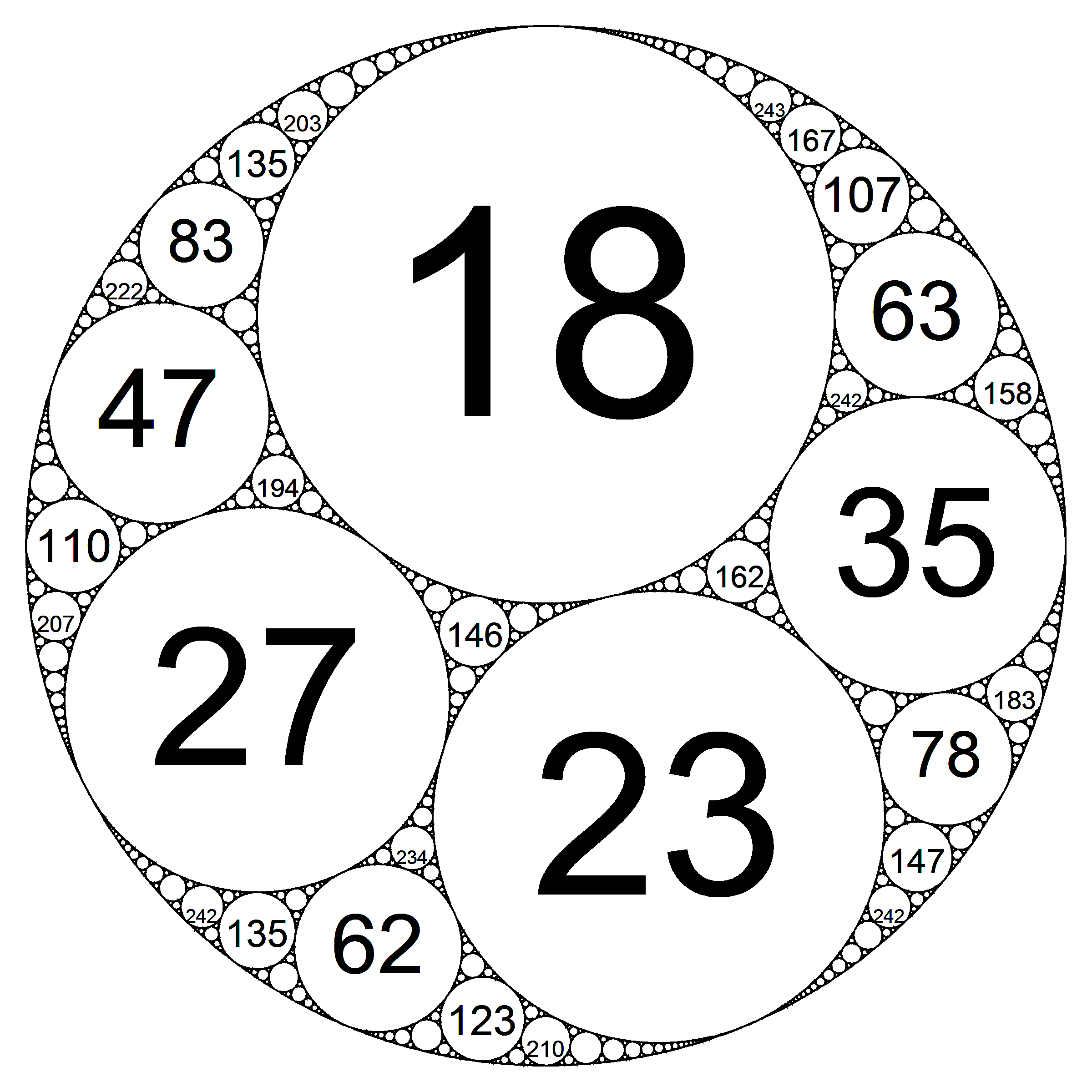
曲率 (−10, 18, 23, 27)

## 計算方法
3つの円の曲率を k1、k2、k3、アポロニウスの円の曲率を k4 とすると、デカルトの定理より次式が成り立つ。
{\displaystyle (k_{1}+k_{2}+k_{3}+k_{4})^{2}=2\,(k_{1}^{2}+k_{2}^{2}+k_{3}^{2}+k_{4}^{2})\,}
k4 について整理すると
ここで複号はアポロニウスの円が2つ存在することに対応する。
続いて円の中心を考える。複素平面上で考えた3つの円の中心をそれぞれ複素数で z1、z2、z3 とし、同じくアポロニウスの円の中心を z4 とすると、デカルトの定理より
{\displaystyle (k_{1}z_{1}+k_{2}z_{2}+k_{3}z_{3}+k_{4}z_{4})^{2}=2\,(k_{1}^{2}z_{1}^{2}+k_{2}^{2}z_{2}^{2}+k_{3}^{2}z_{3}^{2}+k_{4}^{2}z_{4}^{2})\,}
z4 について整理して
を得る。
ここで複号が存在するが、これは複素数の平方根をとる（一般に2つの値を与える）操作に対応するものと考えて差し支えなく、式(1)における複号とは無関係である（同順でも逆順でもない）。したがって1つの k4 の値に対して2つの z4 が与えられるが、そのうち正しい値となるのは一方のみである。